# James S. Levine
James S. Levine (* 1974) ist ein US-amerikanischer Komponist.

## Leben
James S. Levine machte in Boston als Pianist und Komponist für Werbespots auf sich aufmerksam. Anschließend komponierte er zusätzliche Musik für Hans Zimmer für Filme wie Der Chill Faktor und Pearl Harbor. Mit der 1999 erschienenen und von Kara Harshbarger inszenierten Sportkomödie A Little Inside debütierte Levine als Filmkomponist für einen Langspielfilm. Später orientierte er sich mit Kompositionen mehr  Fernsehserien wie Nip/Tuck – Schönheit hat ihren Preis und The Closer zu. Für beide wurde er 2005 und 2008 jeweils mit einem BMI Film & TV Award ausgezeichnet. Aktuell komponiert er mit Glee, Navy CIS: L.A., Rizzoli & Isles und American Horror Story für vier verschiedene Fernsehserien.

## Filmografie (Auswahl)
Film
- 1999: A Little Inside
- 2001: Siren
- 2003: Ein ungleiches Paar (The In-Laws)
- 2003: The Challenge – Eine echte Herausforderung (The Challenge)
- 2005: Roar: Lions of the Kalahari
- 2005: The Weather Man
- 2006: American Storage
- 2006: Krass (Running with Scissors)
- 2007: Delta Farce

Serie
- 2003–2010: Nip/Tuck – Schönheit hat ihren Preis (Nip/Tuck, 100 Folgen)
- 2005–2011: The Closer (102 Folgen)
- 2007–2012: Damages – Im Netz der Macht (Damages, 29 Folgen)
- 2008–2009: Raising the Bar (25 Folgen)
- 2009–2013: Royal Pains (72 Folgen)
- 2009–2014: Glee (88 Folgen)
- 2009–2010: Navy CIS: L.A. (NCIS: Los Angeles, 14 Folgen)
- seit 2010: Rizzoli & Isles
- 2011–2014: American Horror Story
- seit 2012: Major Crimes
- 2013: The Blacklist (3 Folgen)
- seit 2014: The Last Ship
- 2024: The New Look (Fernsehserie)